# American Music Award for Favorite Pop/Rock Song
Der American Music Award für den Favorite Song – Pop/Rock (ehemals Favorite Pop/Rock Single von 1974 bis 1995) war eine der ersten Kategorien des Awards und wurde 1974 eingeführt. Ab 1995 pausierte der Award, kehrte jedoch bei den American Music Awards 2016 zurück. Am häufigsten gewannen Justin Bieber, Boyz II Men, Whitney Houston und Lionel Richie, die alle je zwei Awards erhielten.

## Gewinner und Nominierte

### 1970er
| Jahr | Künstler                | Lied                              | Ref |
| ---- | ----------------------- | --------------------------------- | --- |
| 1974 | Tony Orlando & Dawn     | Tie a Yellow Ribbon               |     |
| 1974 | Jim Croce               | Bad, Bad Leroy Brown              |     |
| 1974 | Roberta Flack           | Killing Me Softly                 |     |
| 1975 | Olivia Newton-John      | I Honestly Love You               |     |
| 1975 | Terry Jacks             | Seasons in the Sun                |     |
| 1975 | Barbra Streisand        | The Way We Were                   |     |
| 1976 | Glen Campbell           | Rhinestone Cowboy                 |     |
| 1976 | Captain & Tennille      | Love Will Keep Us Together        |     |
| 1976 | Elton John              | Philadelphia Freedom              |     |
| 1977 | Elton John and Kiki Dee | Don’t Go Breaking My Heart        |     |
| 1977 | The Manhattans          | Kiss and Say Goodbye              |     |
| 1977 | Wild Cherry             | Play That Funky Music             |     |
| 1978 | Debby Boone             | You Light Up My Life              |     |
| 1978 | Andy Gibb               | I Just Want to Be Your Everything |     |
| 1978 | Meco                    | Star Wars Medley                  |     |
| 1979 | Commodores              | Three Times a Lady                |     |
| 1979 | Bee Gees                | Stayin’ Alive                     |     |
| 1979 | Debby Boone             | You Light Up My Life              |     |

### 1980er
| Jahr | Künstler                         | Lied                                       | Ref |
| ---- | -------------------------------- | ------------------------------------------ | --- |
| 1980 | Donna Summer                     | Bad Girls                                  |     |
| 1980 | The Knack                        | My Sharona                                 |     |
| 1980 | Rod Stewart                      | Da Ya Think I’m Sexy?                      |     |
| 1981 | Queen                            | Another One Bites the Dust                 |     |
| 1981 | Pink Floyd                       | Another Brick in the Wall                  |     |
| 1981 | Diana Ross                       | Upside Down                                |     |
| 1982 | Lionel Richie and Diana Ross     | Endless Love                               |     |
| 1982 | Kim Carnes                       | Bette Davis Eyes                           |     |
| 1982 | REO Speedwagon                   | Keep On Loving You                         |     |
| 1982 | Rick Springfield                 | Jessie’s Girl                              |     |
| 1983 | Lionel Richie                    | Truly                                      |     |
| 1983 | Paul McCartney and Stevie Wonder | Ebony and Ivory                            |     |
| 1983 | Survivor                         | Eye of the Tiger                           |     |
| 1984 | Michael Jackson                  | Billie Jean                                |     |
| 1984 | Irene Cara                       | Flashdance... What a Feeling               |     |
| 1984 | The Police                       | Every Breath You Take                      |     |
| 1984 | Bonnie Tyler                     | Total Eclipse of the Heart                 |     |
| 1985 | Bruce Springsteen                | Dancing in the Dark                        |     |
| 1985 | Prince                           | When Doves Cry                             |     |
| 1985 | Tina Turner                      | What’s Love Got to Do with It              |     |
| 1986 | Huey Lewis and the News          | The Power of Love                          |     |
| 1986 | Dire Straits                     | Money for Nothing                          |     |
| 1986 | Wham!                            | Careless Whisper                           |     |
| 1987 | Billy Ocean                      | There'll Be Sad Songs (To Make You Cry)    |     |
| 1987 | Madonna                          | Live to Tell                               |     |
| 1987 | Pet Shop Boys                    | West End Girls                             |     |
| 1987 | Steve Winwood                    | Higher Love                                |     |
| 1988 | Whitney Houston                  | I Wanna Dance with Somebody (Who Loves Me) |     |
| 1988 | Bon Jovi                         | Livin' on a Prayer                         |     |
| 1988 | Bob Seger                        | Shakedown                                  |     |
| 1989 | Guns N’ Roses                    | Sweet Child o’ Mine                        |     |
| 1989 | Rick Astley                      | Never Gonna Give You Up                    |     |
| 1989 | Steve Winwood                    | Roll with It                               |     |

### 1990er
| Jahr | Künstler              | Lied                              | Ref   |
| ---- | --------------------- | --------------------------------- | ----- |
| 1990 | Milli Vanilli         | Girl You Know It’s True           | [ 1 ] |
| 1990 | Bon Jovi              | I’ll Be There for You             | [ 1 ] |
| 1990 | Gloria Estefan        | Don’t Wanna Lose You              | [ 1 ] |
| 1991 | Jon Bon Jovi          | Blaze of Glory                    | [ 2 ] |
| 1991 | Madonna               | Vogue                             | [ 2 ] |
| 1991 | Wilson Phillips       | Hold On                           | [ 2 ] |
| 1992 | Bryan Adams           | (Everything I Do) I Do It for You |       |
| 1992 | Color Me Badd         | I Wanna Sex You Up                |       |
| 1992 | Extreme               | More Than Words                   |       |
| 1993 | Boyz II Men           | End of the Road                   | [ 3 ] |
| 1993 | Mariah Carey          | I’ll Be There                     | [ 3 ] |
| 1993 | Red Hot Chili Peppers | Under the Bridge                  | [ 3 ] |
| 1994 | Whitney Houston       | I Will Always Love You            |       |
| 1994 | Tag Team              | Whoomp! (There It Is)             |       |
| 1994 | UB40                  | Can’t Help Falling in Love        |       |
| 1995 | Boyz II Men           | I’ll Make Love to You             | [ 4 ] |
| 1995 | Ace of Base           | The Sign                          | [ 4 ] |
| 1995 | Celine Dion           | The Power of Love                 | [ 4 ] |

### 2010er
| Jahr | Künstler                                              | Lied          | Ref   |
| ---- | ----------------------------------------------------- | ------------- | ----- |
| 2016 | Justin Bieber                                         | Love Yourself | [ 5 ] |
| 2016 | Adele                                                 | Hello         | [ 5 ] |
| 2016 | Drake (featuring Wizkid and Kyla)                     | One Dance     | [ 5 ] |
| 2017 | Luis Fonsi and Daddy Yankee (featuring Justin Bieber) | Despacito     | [ 6 ] |
| 2017 | The Chainsmokers (featuring Halsey)                   | Closer        | [ 6 ] |
| 2017 | Ed Sheeran                                            | Shape of You  | [ 6 ] |
| 2018 | Camila Cabello (featuring Young Thug)                 | Havana        | [ 7 ] |
| 2018 | Drake                                                 | God’s Plan    | [ 7 ] |
| 2018 | Ed Sheeran                                            | Perfect       | [ 7 ] |
| 2019 | Halsey                                                | Without Me    | [ 8 ] |
| 2019 | Jonas Brothers                                        | Sucker        | [ 8 ] |
| 2019 | Lil Nas X (featuring Billy Ray Cyrus)                 | Old Town Road | [ 8 ] |
| 2019 | Panic! at the Disco                                   | High Hopes    | [ 8 ] |
| 2019 | Post Malone and Swae Lee                              | Sunflower     | [ 8 ] |

### 2020er
| Jahr | Künstler | Lied                      | Ref    |
| ---- | --- | ------------------------- | ------ |
| 2020 | Dua Lipa | Don’t Start Now           | [ 9 ]  |
| 2020 | Lewis Capaldi                                                                                                 | Someone You Loved         | [ 9 ]  |
| 2020 | Post Malone                                                                                                   | Circles                   | [ 9 ]  |
| 2020 | Roddy Ricch                                                                                                   | The Box                   | [ 9 ]  |
| 2020 | The Weeknd | Blinding Lights           | [ 9 ]  |
| 2021 | BTS | Butter                    | [ 10 ] |
| 2021 | Doja Cat (featuring SZA)                                                                                      | Kiss Me More              | [ 10 ] |
| 2021 | Dua Lipa | Levitating                | [ 10 ] |
| 2021 | Olivia Rodrigo                                                                                                | Drivers License           | [ 10 ] |
| 2021 | The Weeknd and Ariana Grande                                                                                  | Save Your Tears (Remix)   | [ 10 ] |
| 2022 | Harry Styles                                                                                                  | As It Was                 | [ 11 ] |
| 2022 | Adele | Easy on Me                | [ 11 ] |
| 2022 | Carolina Gaitán, Mauro Castillo, Adassa, Rhenzy Feliz, Diane Guerrero, Stephanie Beatriz and the Encanto Cast | We Don’t Talk About Bruno | [ 11 ] |
| 2022 | The Kid Laroi and Justin Bieber                                                                               | Stay                      | [ 11 ] |
| 2022 | Lizzo | About Damn Time           | [ 11 ] |

## Statistiken

### Mehrfach-Sieger
2 Siege
- Justin Bieber
- Boyz II Men
- Whitney Houston
- Lionel Richie

### Mehrfach-Nominierungen
3 Nominierungen
- Justin Bieber

2 Nominierungen
- Adele
- Bon Jovi
- Debby Boone
- Boyz II Men
- Whitney Houston
- Elton John
- Dua Lipa
- Madonna
- Lionel Richie
- Diana Ross
- Steve Winwood
- Ed Sheeran
- Halsey
- The Weeknd